# Jornal da Cultura
Jornal da Cultura (também conhecido pela sigla JC) é um telejornal brasileiro produzido pela TV Cultura desde 29 de dezembro de 1986. Sua edição é exibida em horário nobre de segunda a sábado, e o jornalístico é caracterizado por ter composto em sua bancada, além do apresentador, dois comentaristas, profissionais das diversas áreas do conhecimento que discutem acerca das notícias expostas.

## História
No início da década de 1980, o nome da emissora passou a ser RTC - Rádio e Televisão Cultura. No mesmo período, foram criados uma série de programas, entre eles jornalísticos como o RTC Notícias, programa que viria a servir de base para o atual Jornal da Cultura. Em dezembro de 1986, o programa foi rebatizado com o nome atual e estreou com a apresentação de Carlos Henrique e Angelo Vizarro. Em 1991, estreou o Jornal da Cultura: 60 Minutos, este que viria a ser o Jornal da Cultura Primeira Edição. 
Na Década de 2000, o programa viria a ser reforçado em seu time de repórter, bem como em seu tempo de exibição na grade de programação da emissora. Em 2006, sua denominação seria alterada e os dois principais telejornais da TV Cultura seriam o Cultura Meio-Dia, com enfase no jornalismo cultural, esportivo, saúde e educação, tratando o que havia sido manchete na parte matutina, sendo este com duração de cerca de uma hora, apresentado por Maria Júlia Coutinho e Rodrigo Rodrigues. 
Em 2007, Maju foi para a Rede Globo e foi substituída por Michelle Dofour; e o Cultura Noite, com meia hora de duração, contava com a participação de comentaristas, assim como o seu irmão diurno. A apresentação deste último ficava a cargo de Heródoto Barbeiro.
Em 30 de setembro de 2013, estreou na emissora três telejornais: o Jornal da Cultura Primeira Edição, noticiário apresentado no período da tarde que tratou-se, a princípio, apenas de levar ao telespectador as notícias estaduais paulistas. Willian Corrêa apresentava noturnamente o Jornal da Cultura, o carro-chefe; e por fim, o JC Debate. Apresentado seguidamente ao diurno, discutia as pautas em destaque no país e no mundo. Andressa Boni ficou sob o comando do programa em todo período. 
Em 2017, sua denominação foi alterada para Panorama. Em relação ao Jornal da Cultura Primeira Edição, é apresentado atualmente por Aldo Quiroga e Joyce Ribeiro, além de Cadu Cortez, que traz notícias esportivas. Vários apresentadores já passaram pelo jornalístico, como Carlos Nascimento e William Waack, Marco Antonio Rocha, Rodolfo Konder, Valéria Grillo, Dafnis da Fonseca, Milton Jung, Celso Zucatelli e Heródoto Barbeiro.
Em junho de 2019, a edição noturna do Jornal da Cultura passou a ser apresentado novamente por Willian Corrêa, que havia deixado o programa em 2018 para ser correspondente em Angola. Pouco mais de um mês depois do seu retorno ao comando do telejornal, Corrêa foi substituído no início de julho por Ana Paula Couto, pois tratava-se de alterações no comando jornalistico da emissora, após José Roberto Maluf assumir a presidência da Fundação.
Em 29 de julho de 2019, Karyn Bravo estreou como apresentadora da edição noturna, formando dupla com Ana Paula Couto. Nesse novo formato, a dupla de comentaristas diários inicia sua participação após o primeiro intervalo do Jornal. Em setembro de 2019, o jornal lançou a série de jornalismo investigativo "Os olhos que condenam no Brasil", inspirada na série da Netflix, When They See Us. Após desentendimento entre as apresentadoras em outubro de 2019, a TV Cultura optou por designar cada uma para apresentar o jornal em dias alternados e os comentaristas se juntaram as apresentadoras logo no inicio do programa, assim como ocorria anteriormente.
Em 24 de abril de 2020, foi ao ar a última edição do Jornal da Cultura 1ª edição (JC1), já que em 27 de abril, o horário do jornalistico vespertino passou a dar espaço a um novo programa, o Jornal da Tarde, com a apresentação dos mesmos jornalistas do extinto JC1, Aldo Quiroga e Joyce Ribeiro.
Em dezembro de 2020, enquanto estava ao vivo na bancada do Jornal da Cultura, a microbiologista Natalia Pasternak criticou uma reportagem do jornal, que sugeriu que a população enfrentasse a pandemia de COVID-19 com leveza: "Eu tô um pouco passada com o que eu escutei agora, porque eu escutei 'humor', 'leveza' e 'evitar o estresse'. Então eu não posso falar pro outro fazer a coisa certa porque eu posso ficar estressado? Porque ele pode se ofender e porque eu tenho que tratar isso com leveza? Tem gente morrendo! (...) Não tem humor, não tem leveza, eu não tenho que pedir permissão pro outro pra dizer pra ele que ele tem que usar máscara pra fazer a coisa certa, pra ele tomar vergonha nessa cara, que ele vai matar alguém. Desculpe eu me exaltar, mas eu acho que realmente eu vi uma reportagem tão inoportuna como eu vi agora."
Respondendo Natalia Pasternak em rede social, a jornalista Luiza Caires concordou com a microbiologista: "Me senti representada. Não tem graça nenhuma essa 'brincadeira' que envolve mortes e UTI (...) 'Boas vibrações' com quase 200 mil mortos simplesmente não dá, tá certíssima na indignação."
Em dezembro de 2022 foi anunciada a saída de Ana Paula Couto da TV Cultura